# Schelde (departement)
Het Scheldedepartement (Département de l'Escaut) was een Frans departement in de Nederlanden.

## Instelling
Het departement werd gevormd in 1795 na de annexatie van de Zuidelijke Nederlanden.
Voor de Franse bezetting bestond het gebied uit twee territoria:
- het oostelijk deel van het graafschap Vlaanderen
- Staats-Vlaanderen.

## Bestuurlijke indeling
De hoofdstad was Gent. Het departement was ingedeeld in de volgende arrondissementen en kantons:
- arrondissement Gent, kantons: Deinze, Evergem, Gent, Kruishoutem, Lochristi, Nazareth, Nevele, Oosterzele, Waarschoot en Zomergem.
- arrondissement Dendermonde, kantons: Aalst, Beveren, Dendermonde, Hamme, Lokeren, Sint-Gillis-Waas, Sint-Niklaas, Temse, Wetteren en Zele.
- arrondissement Eeklo, kantons: Assenede, Axel, Eeklo (+ Vlissingen na 1807), Hulst, IJzendijke, Kaprijke, Oostburg en Sluis.
- arrondissement Oudenaarde, kantons: Brakel, Geraardsbergen, Herzele, Ninove, Oudenaarde, Ronse, Sint-Maria-Horebeke en Zottegem.

## Prefect
1800-1808: Guillaume Faipoult
1808-1813: Frédéric Christophe d'Houdetot
1813-1814: Antoine Desmousseaux de Givré

## Opheffing
Na de nederlaag van Napoleon in 1814 werd het departement krachtens de Grondwet van 24 augustus 1815 omgezet in de provincie Oost-Vlaanderen van het Verenigd Koninkrijk der Nederlanden. Het vroegere Staats-Vlaanderen werd (als Zeeuws-Vlaanderen) bij de provincie Zeeland gevoegd.
Deux-Nèthes · Dyle · Escaut · Forêts · Jemappes · Lys · Meuse-Inférieure · Ourthe · Sambre-et-Meuse
- Gemeinsame Normdatei: 7593715-3